# Usman I (Marynidzi)
Usman I ibn Abdulhak (arab. عثمان بن عبد الحق = ʿUṯmān ibn ʿAbd al-Ḥaqq, zm. w 1240) – szejk berberskiego klanu Marynidów o lokalnej władzy w południowo-wschodnim Maroku. Kontynuował rozpoczętą przez swojego ojca Abdulhaka I walkę przeciw panującej w Maroku dynastii Almohadów. Zginął zabity przez jednego ze swoich chrześcijańskich niewolników. Po jego śmierci przywództwo nad klanem przejął jego brat Muhammad I. 